# Uschi Madeisky

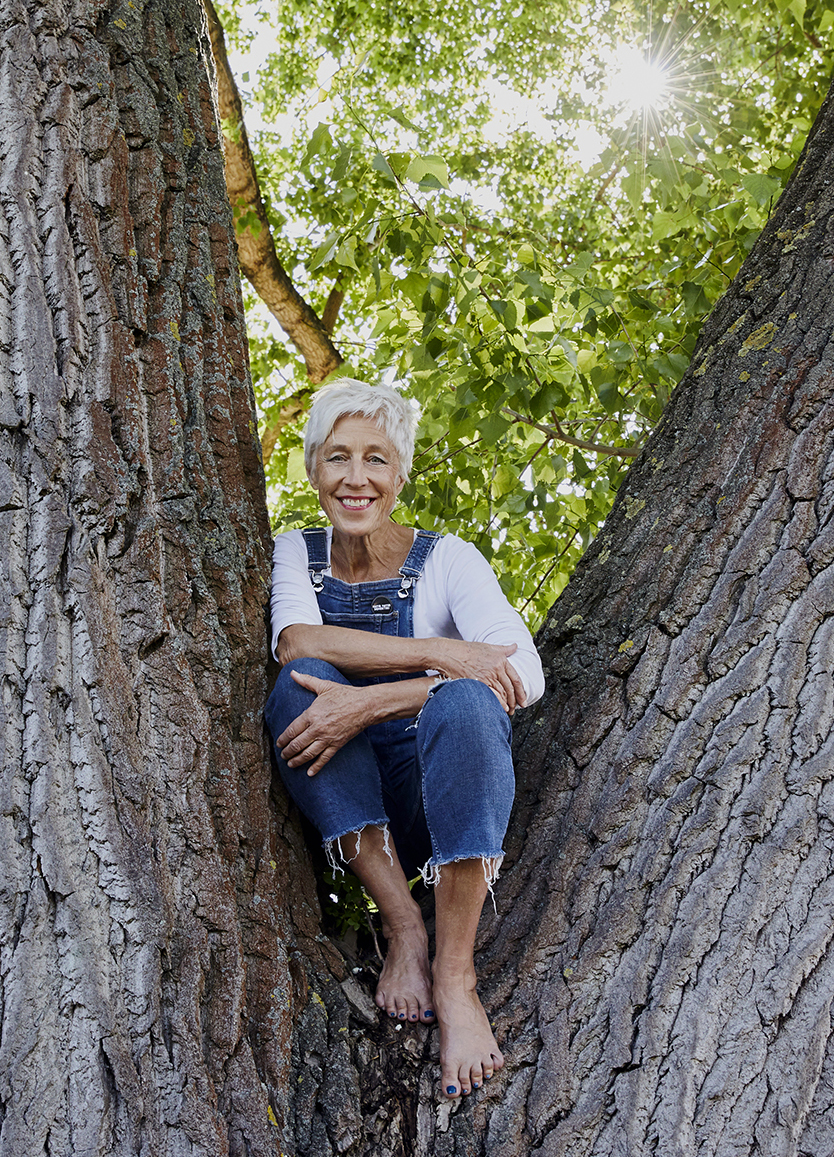
Uschi Madeisky (2020)

Ursula „Uschi“ oder „Uscha“ Madeisky (* 1950 in Dietfurt (Altmühltal)) ist eine deutsche Filmproduzentin.

## Leben
Im Jahre 1951 zog sie mit ihren Eltern nach Frankfurt am Main. Sie besuchte zunächst die Albert-Schweitzer-Schule in Berkersheim und wechselte dann auf die Gymnasien Ziehenschule und Elisabethenschule. Nach ihrem Abitur studierte sie in Hamburg Soziologie und Pädagogik, letzteres beendete sie mit dem 2. Staatsexamen. Während des Studiums arbeitete sie in Filmproduktionen mit. Von 1973 bis 2002 führte sie zusammen mit Klaus Werner die Filmproduktionsfirma Colorama, die Filme im kulturellen Bereich für ZDF, ARD und Bildungseinrichtungen produzierte. Uschi Madeisky lebt und arbeitet in Frankfurt am Main.
Seit Mitte der 1990er-Jahre liegt ihr Arbeitsschwerpunkt bei Dokumentarfilmen über matriarchale Kulturen, 2002 gründete sie dafür die Filmproduktionsfirma tomult&töchter. Ihr Wissen über diese Kulturen gibt sie bei Filmvorführungen, Vorträgen und Kongressen weiter, sie lehrte an der Akademie Alma Mater in Karlsruhe, publiziert in Fachzeitschriften und schreibt Rezensionen. Von 2007 bis 2014 war sie hauptverantwortliche Herausgeberin der Zeitschrift Matriaval, seit 2015 für die Online-Zeitschrift Mutterlandbriefe, die viermal im Jahr erscheint.
Seit ihrer Schulzeit setzt sich Madeisky für die Verbesserung der Stellung der Frauen in der Gesellschaft ein. Für dieses Engagement verlieh ihr 2002 die Stadt Frankfurt am Main den Tony-Sender-Preis. Im Jahr 2015 wurde sie für ihr Lebenswerk vom Land Hessen mit dem Elisabeth-Selbert-Preis ausgezeichnet. Sie gehörte zu den Gründern und zum Vorstand des Filmbüro Hessen, ist Mitgründerin der LAG Hessen für Frauen in Wissenschaft und Kunst sowie der Frankfurter Stiftung für Frauen in Wissenschaft und Kunst maecenia. Im Jahre 2006 gründete sie zusammen mit renommierten Matriarchatsforscherinnen den Verein MatriaVal e. V., dessen Vorsitzende sie ist. Über diese Netzwerke nahm sie filmisch dokumentierend teil an großen Kongressen wie dem Weltkongress für Matriarchatsforschung und war Mitveranstalterin der Kongresse Internationaler MutterGipfel 2008 und Internationaler Goddesskongress 2010 auf dem Hambacher Schloss.
Für die Öffentliche Hand nahm sie Aufgaben als Prüferin bei der FSK wahr. Anlässlich des 100. Internationalen Frauentages wurde sie von der UNESCO wegen ihrer Filme und ihrer Forschungen zum Thema matriarchale Gesellschaften zu einem Roundtable Matriarchal Societies around the World eingeladen.
Im Jahr 2017 initiierte und veranstaltete sie zusammen mit der matria-Oase von Dagmar Margotsdotter und dem Frauenzentrum Towanda den Kongress Friedliche Gesellschaften stellen sich vor im Historischen Rathaus in Jena. Vertreter aus verschiedenen matriarchalen Gesellschaften waren eingeladen. Mit der Autorin und Filmemacherin Dagmar Margotsdotter arbeitet sie seit dem Jahr 2000 zusammen.

## Filme
- 1973 Am besten wir spielen auf dem Klo oder wo (20’ Kinderfilmfestival, Abaton).
- 1974–1977 Entwicklung und Beiträge für Magazin Schüler-Express (ZDF); Von Hand zu Hand zurück zur Bank; Leben in Paragraphen; Jacob; Jacob II.
- 1975 Warum spielt es eine Rolle welche Rolle einer spielt (45’ NDR).
- 1977 Eine Freundin nur für die Ferien (45’ NDR); Warum muss ich abends immer so früh zuhause sein (45’ NDR)
- 1978 Immer besser als die anderen (45’ZDF).
- 1979 Wenn fern aus der Türkei (45’ZDF); Tapetenwechsel (45’ZDF).
- 1980 Caros Spickzettel (30’ ZDF); Die Wahrheit über Vera Eschkova (85’ Frauenreferat).
- 1981 Kleiner Mann was tun / Kücük adam ne yapior / Little Man what now / Piccolo uomo que fare (83’ Kinofilm FBW: wertvoll)
- 1982 Die Eltern hören nur die Bässe (45’ ZDF).
- 1984 Von allen guten Vorbildern verlassen (45’ ZDF); Elli Lindner kassiert fürs Schauspiel (15’ ZDF); Verkaufen will geübt sein (15’ ZDF); Der Falke, düster, hart, ein Jäger (15’ ZDF).
- 1985 Der ewige Spießer. Nach Ödön von Horváth (45’ ZDF); Schätze der Urzeit – Müll der Neuzeit (30 ZDF); Designed by Nina Messina (15’ ZDF); Berufswunsch: Theater (15’ ZDF).
- 1986 Frau Schutzmann im Einsatz (45’ ZDF); Süß und gefährlich (45’ ZDF); Von Passau bis auf Grafenau (30’ ZDF).
- 1988 Rund um die Fressgass (30’ZDF); Wie man sich bettet (45’ ZDF).
- 1990 Das sterbende Schwein (45’ 3sat).
- 1986–91 Reihe Natur und Medizin: Filme über ganzheitliches Denken in der Medizin, mit Begleitbüchern im Falken-Verlag (ZDF und ARD).
- 1991 Geschichten aus O. (30’ ZDF)
- 1993 Unter den Linden – Portrait einer deutschen Straße (45’ ZDF, 3sat)
- 1993 Männer wollen Priesterinnen werden (8’ 3sat)
- 1993 Die Töchter der sieben Hütten – im Matriarchat der Khasi in Indien / Daughters of the Seven Huts / Les filles des sept case (52’ ZDF/arte, Filmförderung Baden-Württemberg).
- 1994 Auf den Spuren der Großen Göttin (45’ VHS Rüsselsheim).
- 1995 Die Gruppe des neuen Herdes (9’ 3sat).
- 1996 Auf der Insel der Frauen – Palau, Südsee(10’ 3sat).
- 1998 Grenzenlose GEN-Wunder? Eine Wissenschaftlerin warnt (45’WDR).
- 1999 Wo dem Gatten nur die Nacht gehört – Besuchsehe bei den Jaintia in Indien / Nightly Guest (45’ NDR, Hessische Filmförderung).
- 2000 Die drei Wünsche der Sharifa – bei den Kunama in Eritrea (45’ NDR).
- 2001 Auf Freiers Füßen (30’ ASKi International, Hessische Filmförderung).
- 2001 Frauen-Gedenk-Labyrinth (54’ tomult).
- 2002 Trommeln der Liebe – bei den Garo in Indien (45’ NDR).
- 2004 Gesellschaft in Balance (84’ Christel Göttert Verlag); Stärker als der Tod ist die Liebe (23’ Gerda Weiler Stiftung, Gerda Weiler).
- 2005 Ausrufung des Jahrtausends der Frau (86’ Christel Göttert Verlag).
- 2007 Societies in Balance (86’ HAGIA Internationale Akademie für Moderne Matriarchatsforschung).
- 2008 Das Jahr der Erde / Celebrating the Year of the Earth (90’ Christel Göttert Verlag).
- 2009 Die furchtlos hinter den Tod gehen / Fearless beyond Death (53’ Hessische Filmförderung).
- 2010 Kinderzirkus Wannabe (50’ tomult).
- 2011 Die Tochter – eine Clansaga aus dem Matriarchat der Khasi / The Daughter – A Clansaga from the Khasi Matriarchy (54’ Hessische Filmförderung, Christel Göttert Verlag)
- 2012/2013 16-teilige Serie Der ALMA MATER-Zyklus (25’-45’) (tomult&töchter)
- 2014 Wo die freien Frauen wohnen – vom Matriarchat der Mosuo (90’ Hessische Filmförderung)
- 2016 Sturm-Wut-Frau (58’ v. Dagmar Margotsdotter, Produzentin tomult&töchter)
- 2016 Matriarchate weltweit (22’ v. Dagmar Margotsdotter, Produzentin tomult&töchter)
- 2019: Mutterland – Das Matriarchat der Minangkabau. Dokumentarfilm DCP, OmU, 92 Minuten (zusammen mit Yelfia Susanti und Dagmar Margotsdotter; Christel Göttert Verlag).[11][12]
  - englisch: Motherland – The Minangkabau Matriarchy.
- 2020: Matriarchal Societies around the World, Teil 1 und 2 (Dagmar Margotsdotter, Produzentin tomult&töchter)
- 2022: Die 40 Tage – Beginn des Lebens in einem Matriarchat. (40’ tomult&töchter)
- 2024: Geborgen im Mutterland. (85’ tomult&töchter, Christel Göttert Verlag)

## Ehrungen und Auszeichnungen
- 1976 Prix Jeunesse International für Jacob
- 1977 Grimme-Preis für Fernsehzeit
- 1982 Gold beim Internationalen Kinderfilmfestival in Giffoni Valle Piana für Kleiner Mann was tun
- 2002 Tony-Sender-Preis der Stadt Frankfurt am Main
- 2015 Elisabeth-Selbert-Preis des Landes Hessen[13]

## Publikationen
- 2005: Dreizehn Emotionen – Interview mit Elke Heidenreich (Zeitschrift ab40. Nr. 4, 2005)
- 2006: Schenken als Grundlage unseres Seins (Zeitschrift ab40. Nr. 1, 2006)
- 2010: Eine Jahrhundertstiftung für die Jahrtausende der Frau (Zeitschrift ab40. Nr. 1, 2010)
- 2010: Die Ordnung der Mutter, HG. (Christel Göttert Verlag)
- 2011: Das heilige Paar: Schwester&Bruder (Zeitschrift MatriaVal. Nr. 14, 2011)